# Wilhelm Czarnecki
Wilhelm Czarnecki (ur. 19 czerwca?/1 lipca 1888 w Androszówce k. Żytomierza, zm. 9 czerwca 1941 w Kutnie) – rotmistrz kawalerii Wojska Polskiego.

## Życiorys
Po maturze i studiach w Dublanach w 1908 roku wstąpił do wojska rosyjskiego jako ochotnik do 9 Pułku Huzarów Kijowskich. Przez stopnie chorążego, korneta, porucznika i po ukończeniu Szkoły Jazdy w Nowoczerkasku został awansowany na sztabs-rotmistrza. Był ranny w nogę, pachwinę i kontuzjowany. Do Wojska Polskiego wstąpił w 1919 roku. Przyjęty do szwadronu zapasowego 4 Pułku Ułanów, potem do 2 Pułku Ułanów, ostatecznie przeniesiony do 26 Pułku Ułanów. Zwolniony ze stałej służby w 1925 roku. Osiadł w Sójkach koło Kutna, był w rezerwowej kadrze oficerskiej 4 Pułku Strzelców Konnych w Płocku (brak danych w aktach Centralnego Archiwum Wojskowego). W czasie okupacji hitlerowskiej działał w Związku Walki Zbrojnej kryptonim "Karol" w Okręgu Łódź Armii Krajowej - kryptonim "Barka" na kutnowskim węźle kolejowym. 
Został aresztowany za przewóz żywności do Generalnego Gubernatorstwa, niosąc pomoc głodującej Warszawie. Zarząd Oddziału ZBoWiD w Kutnie ustalił w 1967 roku, że Czarneckiego złapano w trakcie przewożenia większej ilości cukru do Kutna z Krośniewic lub Ostrów. W dniu 31 maja 1941 roku, Sąd Specjalny we Włocławku orzekł na posiedzeniu w Kutnie wyrok: "Oskarżony Czarnecki [winien] jednej zbrodni przeciwko Rozporządzeniu o gospodarce wojennej w połączeniu z oszustwem skazany zostaje na śmierć i dożywotnią utratę praw obywatelskich". Na polecenie gauleitera i namiestnika Kraju Warty, Arthura Greisera, egzekucja poprzez powieszenie odbyła się w obecności naczelnych władz miasta Kutna, wysokich funkcjonariuszy nazistowskich i przymusowo spędzonych mieszkańców. Wyrok wykonano na Alter Markt (obecny Plac Wolności), pod kierownictwem szefa kutnowskiego Gestapo, Hauptsturmführera Eduarda Schmidta. Poza Czarneckim, hitlerowcy powiesili również dwóch jego współtowarzyszy, Piotra Sanda (ur. 1899) i Kaliksta Perkowskiego (ur. 1897), także oskarżonych o przemyt mąki i cukru. Ciała zamordowanych odcięto z szubienicy o godzinie 6 wieczorem w związku z planowaną defiladą wojskową, po czym wywieziono w nieznanym kierunku. Zbrodnia została udokumentowana przez Hermanna Baltruschata, który służył wówczas w Komisariacie Policji Granicznej w Kutnie.

## Ordery i odznaczenia
Za niezwykłą dzielność został odznaczony najwyższymi odznaczeniami rosyjskimi:
- Order Świętej Anny z mieczami i kokardami, IV, III i II klasy,
- Order Świętego Stanisława z mieczami i kokardami, III i II klasy,
- Order Świętego Włodzimierza z mieczami i kokardami,
- Odznaka Króla Rumunii,